# Станіслав Костка Замойський
Станіслав Костка Францішек Салези Регінальд Замойський гербу Єліта (13 січня 1775, Варшава, — 2 квітня 1856, Відень) — граф, президент Тимчасового Центрального військового уряду королівства обох Галичин у 1809 році, сенатор. — воєвода Варшавського князівства (1810), президент Сенату Царства Польського з 29 січня 1822 по 20 липня 1831, член Генеральної ради Урядової комісії релігійних віросповідань і народної просвіти 1830, 12-й ординат у Замості, до 1850 р. член Державної ради Російської імперії, дійсний таємний радник, мальтійський кавалер.
Він був сином Анджея Гієроніма Замойського (1716—1792) — великого канцлера коронного та принцеси Констанції Чарторийської, дочки Станіслава Костки Чорторийського — великого чашника литовського. Був противником Листопадового повстання. У 1830 році він поїхав до Петербурга. Згодом оселився у Відні. Завдяки його зусиллям у 1823 році отримав права міста Ядув.
У 1812 році як віце-президент Королівського господарсько-сільськогосподарського товариства вступив до Генеральної конфедерації Королівства Польського.
Під час Листопадового повстання був відсутній на засіданнях Сенату, тому виключений зі списку сенаторів листопадовим повстанським сеймом 20 липня 1831 року.
Імперський граф по батьку, затверджений у Конгресовому королівстві в 1820 році, а в 1844 році — в Росії.
16 червня 1812 року нагороджений орденом Білого Орла. У 1812 році став кавалером ордена Святого Станіслава. У 1810 році він отримав неаполітанську велику стрічку Ордена Обох Сицилій, у 1825 році став кавалером російського ордена Святого Апостола Андрія Первозванного та ордена св. Олександра Невського; нагороджений мальтійським орденом св. Іоанна Єрусалимського.
У 1811 році він став почесним членом Варшавського товариства друзів науки.
Одружений із княжною Зофією, уродженою Чорторийською, донькою Ізабели Чорторийської, з якою мав 10 дітей (7 синів і 3 доньки), у тому числі Анджей і Владислав.